# Guillaume Vallet
Pour les articles homonymes, voir Vallet.
Guillaume Vallet, né le 6 décembre 1632 à Paris où il est mort le 1er juillet 1704, est un graveur français.

## Biographie
Fils de Marguerite de Liercourt et de Jean Vallet, marchand d’estampes, rue Saint-Jacques, il reçut les premières leçons de son art de Pierre Daret, qui travaillait quelquefois pour son père. Après avoir séjourné à Rome, avec son ami et collègue Étienne Picart, de 1655 à 1661, il revint avec lui à Paris, où l’Académie royale les reçut tous deux, le 19 juillet 1664. Il gravait d’une manière large et colorée. Il a travaillé d’après les plus grands maitres, tant italiens que français. Ses dessins sont corrects et moelleux.
Le mardi 25 novembre 1664, établi sur le territoire de Saint-Severin, il épousa, dans l’église de la Madeleine-en-la-Cité, Catherine Boivin, jeune fille de feu le marchand Claude Boivin, avec qui il eut cinq enfants, dont Jérôme Vallet, qui sera graveur, membre de l'Académie en 1702.
À sa mort, rue Saint-Jacques, Vallet fut inhumé, le 3 juillet, dans l’église de Saint-Benoit.

## Œuvres
- Apothéose de saint François de Paule[5] ;
- Louis de Gonzague, prince de Mantoue[6] ;
- Louis de Gonzague[7] ;
- Antoine Vallot[8] ;
- Vierge à l'Enfant dans une couronne de fleurs[9] ;
- Alexandre Algarde[10] ;
- Sainte Famille, d’après le Guide[11] ;
- Sainte Famille, d’après Raphaël[11] ;
- L’Adoration des Rois, d’après le Poussin[11] ;
- Portrait d’Andrea Sacchi[11] ;
- L’Adoration d’après Guillaume Courtois[12].